# Distretti del Libano

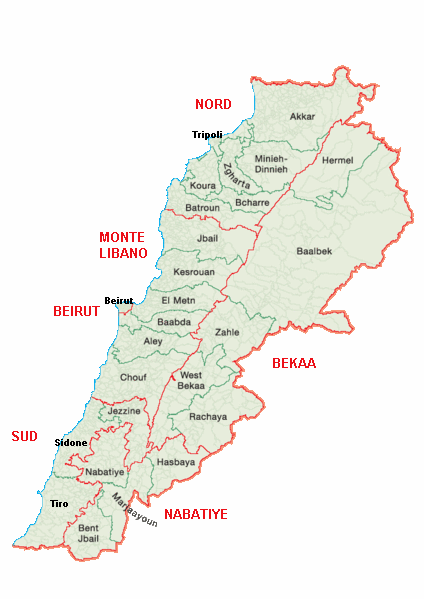
Distretti del Libano

I distretti del Libano sono la suddivisione territoriale di secondo livello del Paese, dopo i governatorati, e sono pari a 26. Non è ricompresa in alcun distretto la capitale, Beirut.

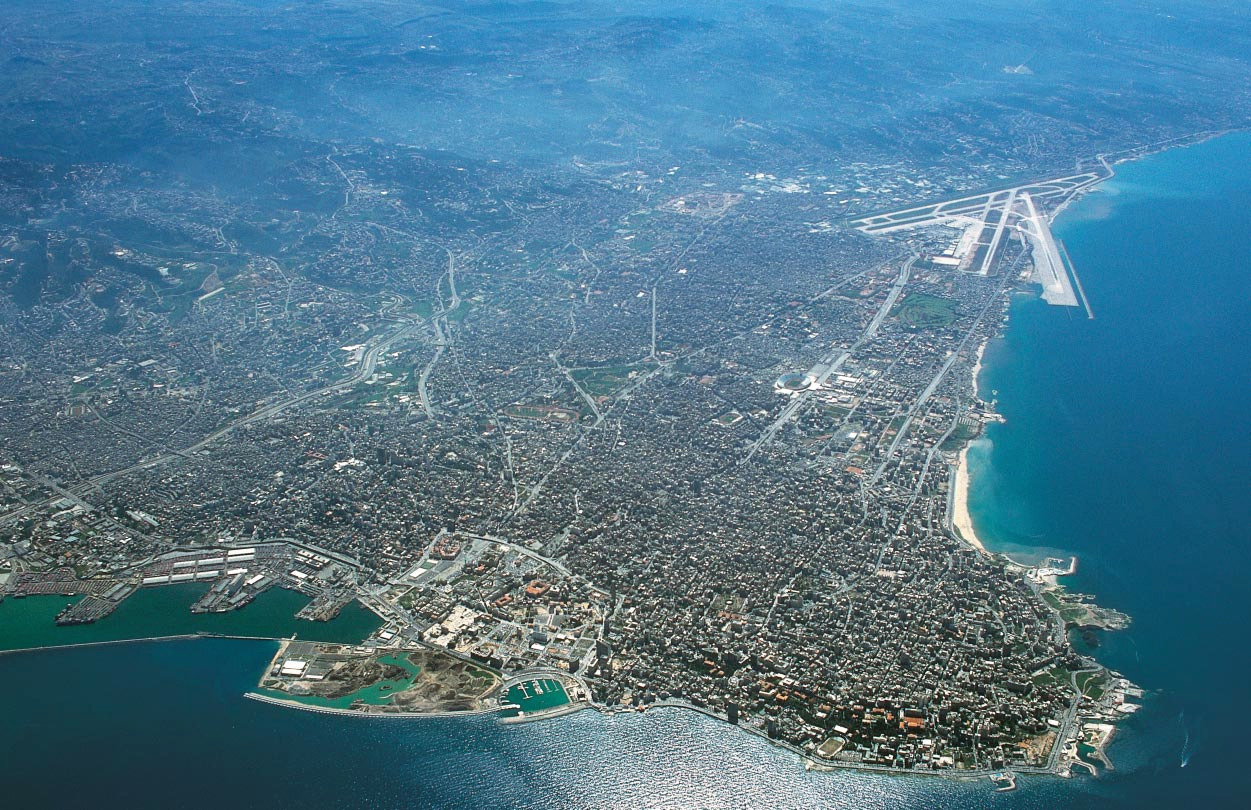
Beirut Governorate

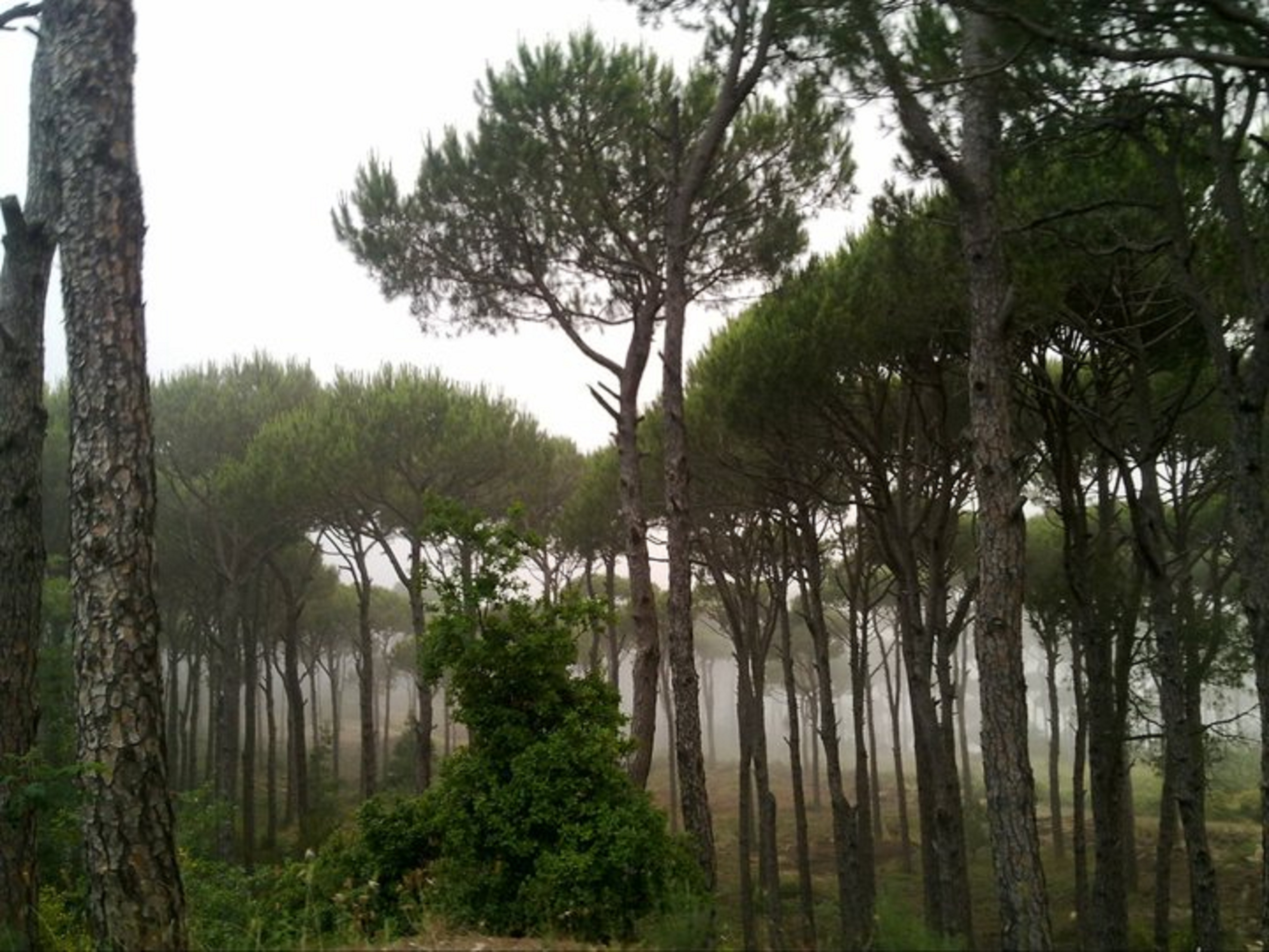
Mount Lebanon Governorate

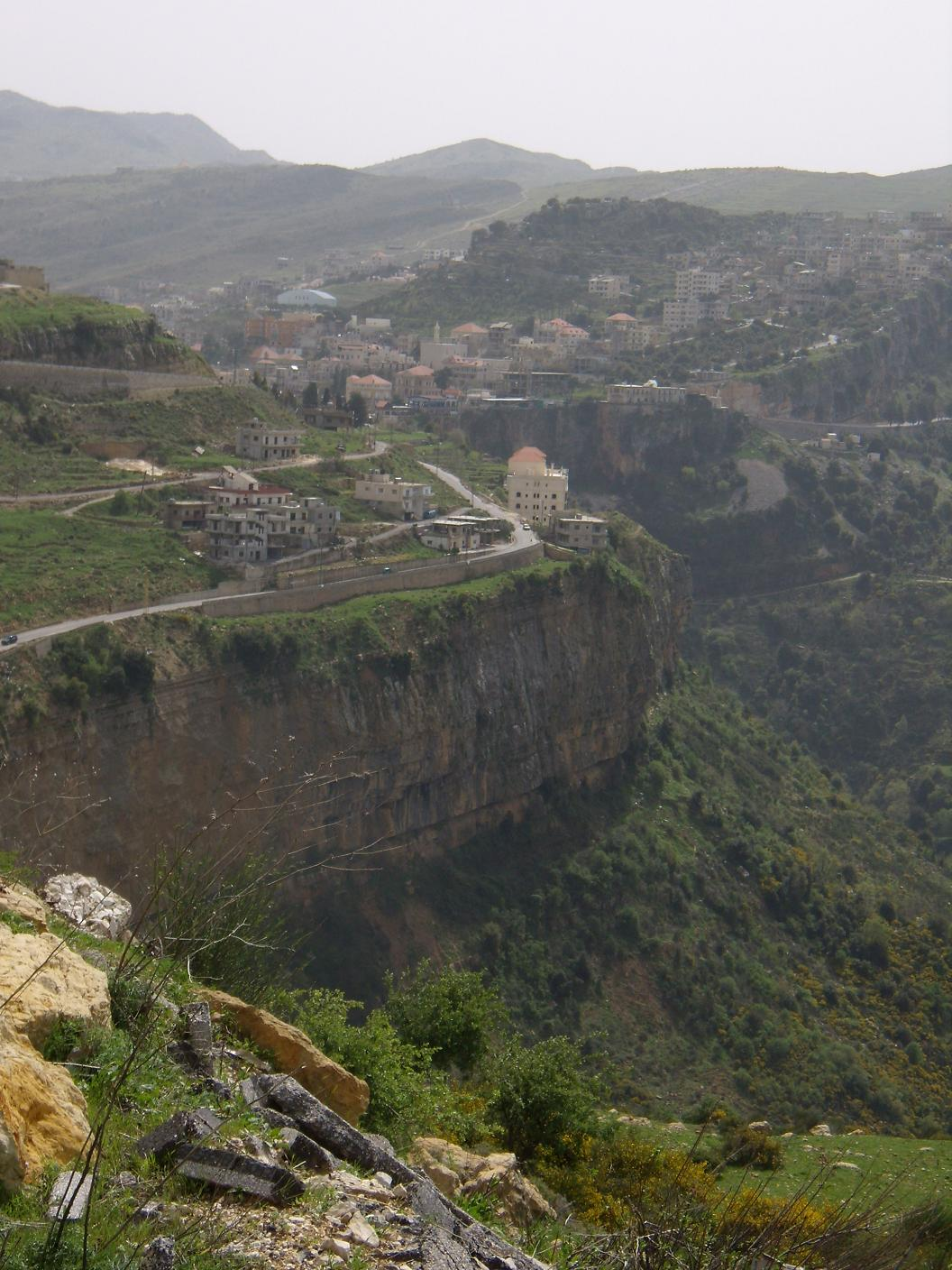
South Governorate

## Lista
| Localizzazione | Distretto                     | Capoluogo        | Governatorato | Popolazione | Superficie (km²) |
| -------------- | ----------------------------- | ---------------- | ------------- | ----------- | ---------------- |
|                | Distretto di Akkar            | Halba            | Nord Libano   | 330 000     | 776              |
|                | Distretto di Aley             | Aley             | Monte Libano  | 136 320     | 263              |
|                | Distretto di Baabda           | Baabda           | Monte Libano  | 511 200     | 194              |
|                | Distretto di Baalbek          | Baalbek          | Beqā          | 333 000     | 2 278            |
|                | Distretto di Batrun           | Batrun           | Nord Libano   | 51 120      | 278              |
|                | Distretto di Bent Jbail       | Bent Jbail       | Nabatiye      | 58 300      | 260              |
|                | Distretto della Beqā Ovest    | Joub Jannine     | Beqā          | 104 000     | 470              |
|                | Distretto di Bsharre          | Bsharre          | Nord Libano   | 32 000      | 156              |
|                | Distretto di Hasbaya          | Hasbaya          | Nabatiye      | 30 000      | 220              |
|                | Distretto di Hermel           | Hermel           | Beqā          | 48 000      | 731              |
|                | Distretto di Jbeil            | Jbeil            | Monte Libano  | 89 000      | 380              |
|                | Distretto di Jezzin           | Jezzin           | Sud Libano    | 20 500      | 250              |
|                | Distretto di Kisrawan         | Jounieh          | Monte Libano  | 174 660     | 342              |
|                | Distretto di Koura            | Amioun           | Nord Libano   | 68 160      | 190              |
|                | Distretto di Marjayoun        | Marjayoun        | Nabatiye      | 45 300      | 313              |
|                | Distretto di al-Matn          | Judaydat al-Matn | Monte Libano  | 511 200     | 265              |
|                | Distretto di Minieh e Dinnieh | Minieh           | Nord Libano   | 92 142      | 362              |
|                | Distretto di Nabatiye         | Nabatiye         | Nabatiye      | 91 000      | 265              |
|                | Distretto di Rashaya          | Rashaya          | Beqā          | 26 000      | 545              |
|                | Distretto dello Shuf          | Beiteddine       | Monte Libano  | 166 140     | 495              |
|                | Distretto di Sidone - Saida   | Saida            | Sud Libano    | 207 500     | 275              |
|                | Distretto di Tiro - Sour      | Tiro             | Sud Libano    | 178 920     | 418              |
|                | Distretto di Tripoli          | Tripoli          | Nord Libano   | 310 980     | 24               |
|                | Distretto di Zahle            | Zahle            | Beqā          | 178 000     | 418              |
|                | Distretto di Zgharta          | Zgharta          | Nord Libano   | 91 000      | 210              |
|                | -                             | Beirut           | Beirut        | 390 503     | 18               |